# 651
651 (DCLI) fue un año común comenzado en sábado del calendario juliano, en vigor en aquella fecha.

## Acontecimientos
- El Imperio sasánida sucumbe a manos del Califato Omeya.
- Abdallah ibn Abi Sarh trata de invadir Nubia desde Egipto.
- Samuel Tajón sucede a Braulio como obispo de Zaragoza; es autor de las Sententiae, que se inspiran en la obra de Gregorio Magno.[1]

## Fallecimientos
- Muere Yazdgar III, el último emperador persa, en lucha contra los árabes.
- Braulio de Zaragoza.